# Osmolice Pierwsze
Osmolice Pierwsze – wieś w Polsce położona w województwie lubelskim, w powiecie lubelskim, w gminie Strzyżewice. We wsi rzeka Kosarzewka kończy swój bieg wpadając do Bystrzycy.
We wsi zachował się zespół pałacowo-parkowy. W XVI wieku Jan Osmólski (renesansowy mecenas nauki i sztuki, alchemik, matematyk, bibliofil, przyjaciel literatów, m.in. Jana Kochanowskiego, Mikołaja Reja, uczonych) stworzył tu dużą bibliotekę, przekazaną później klasztorowi w Opolu Lubelskim. Kolejnymi właścicielami byli m.in. bratankowie Jana Osmólskiego, Piotr i Jan Gorajscy, Kiełczewscy i Stadniccy.
Wieś stanowi sołectwo gminy Strzyżewice. Według Narodowego Spisu Powszechnego z roku 2011 wieś liczyła 615 mieszkańców.
Wierni Kościoła rzymskokatolickiego należą (częściowo) do parafii Najświętszej Maryi Panny Królowej Polski w Bystrzycy Starej.

## Wydarzenia
Do 31 grudnia 2005 roku Osmolice Pierwsze stanowiły, wraz z Osmolicami Drugimi, część wsi Osmolice. 1 stycznia 2006 roku wieś Osmolice została, na wniosek Rady Gminy Strzyżewice, podzielona przez Ministra Spraw Wewnętrznych i Administracji na Osmolice Pierwsze oraz Osmolice Drugie.
W latach 1975–1998 miejscowość administracyjnie należała do ówczesnego województwa lubelskiego.

## Średniowieczna historia Osmolic
Wieś lokowana w wieku XIV w nazewnictwie lokalnym (XIV i XV) wiek używano nazw w roku 1377 „Osmolicz”, w roku 1415 „Osmolycze” położona 5 km na północ od Bychawy. Miejsce to wskazuje obecne położenie Osmolic Pierwszych.
Historyczny przebieg granic
W roku 1427 graniczy z Niedrzwicą Dużą (ZL II 104-5). W roku 1448 z Tuszowem od granicy z Jabłonną do rzeki Iżyckiej. W latach 1470–1480 z Czerniejowem (Długosz L.B. T.I s. 199–200) co wskazuje na szybką ekspansję terytorialną wsi.
Wieś jako własność szlachecka
Od 1377 dziedzicem był Adamko (Kodeks Małop. III 896.)

W roku 1415 znany jest w Osmolicach 1 kmieć o nazwisku Nikla z Latyczyna (ziemia chełmska).

W latach 1417–1429 dziedzicem wsi jest ksiądz Mikołaj pleban w Niepołomicach koło Krakowa, brat Jana i Jarosława.

W roku 1419 Paweł z Męczennic (powiat sandomierski) odstępuje prawem bliższości części w Osmolicach i Strzeszkowicach, posiadane uprzednio przez Dziersława z Konina (powiat sandomierski) Janowi niegdyś z Zajączkowic (powiat sandomierski).

W latach 1420–1427 pisze się Dobko były dziedzic w Osmolicach.

W latach 1420–1429 znani są bracia Jan i Jarosław z Osmolic.

W tym samym okresie 1420–1429 Piotr jest dziedzicem w Osmolicach.

W roku 1425 wspomniana jest Strusina (zapewne po mężu) z Osmolic.

W roku 1432 sąd komisarski przysądza Pawłowi z Męczennic prawo do wsi Osmolice w sprawie przeciw Klemensowi z Tyrzyna (pow. stężycki) (ZDM II 440).

W latach 1443–1473 dziedzicem jest Mikołaj z Prawiedlnik herbu Bończa, podsędek i sędzia lubelski (Długosz L.B. I 199, II 540).

W roku 1454 tenże Mikołaj zapisuje żonie Helenie 500 grzywien posagu i tyleż wiana na Osmolicach.

W roku dziedzicem 1451 jest Jan Osmolski (nazwisko rodowe przyjęte od nazwy dziedzictwa).

W latach 1458–1459 występuje w dokumentach szlachcic Stefan z Osmolic.

W 1419 roku Wacław jest rządcą w Osmolicach (co wskazuje na dzierżawę wsi lub jej części).

W roku 1443 Marcin, Andrzej, Jan, Barbara, dzieci śp. Stanisława młynarza, sprzedają młyn w Osmolicach za 11 grzywien Mikołajowi z Prawiedlnik dziedzicowi.

W roku 1453 szlachcic Wawrzyniec z Chyszowa (obecnie dzielnica Tarnowa) dawny pow. pilzneński tenutariusz w Osmolicach (tenutariusz dzierżawca królewszczyzny, brak jednak potwierdzenia własności królewskiej).

W roku 1484 Marcin młynarz sprzedaje młyn w Osmolicach za 20 grzywien Mikołajowi z Prawiedlnik dziedzicowi.

W latach 1470–1480 istniał folwark określony jako dobry osadzony na 27 łanach kmiecych (w owych czasach była to bardzo duża posiadłość), 5 karczem, młyn i zagrody bez ról (Długosz L.B. T.I s.199–200, T.II s. 540).

W roku 1531 odnotowany jest pobór łącznie z Niedrzwicą.

## Wójtowie
W roku 1419–20 wójtem jest Wacław.

W roku 1457 szlachcic Stanisław wójt zapisuje żonie Katarzynie 25 grzywien posagu i tyleż wiana na Osmolicach.

W roku 1483 wójtem jest szlachcic Jan.

W roku 1469 szlachcic Stanisław wójt Osmnolic.

W latach 1470–1480 istniało sołectwo na 4 łanach z karczmą (Długosz L.B. T.II s. 540).

## Powinności dziesięcinne
W roku 1453 dziesięcinę z folwarku oddawano plebanowi w Krężnicy.

W latach 1470–1480 dziesięcinę snopową z łanów kmiecych wartości 12–15 grzywien oddawano archidiakonowi lubelskiemu, z reszty wsi dziesięcina wartości 4 grzywien plebanowi w Krężnicy (Długosz L.B. T.I s. 199–200, T.II 540).

W roku 1529 dziesięcinę snopową z folwarku wartości 3 grzywien oddawano plebanowi z Osmolic, z reszty wsi wartości 14 grzywien archidiakonowi lubelskiemu.

## Zabytki

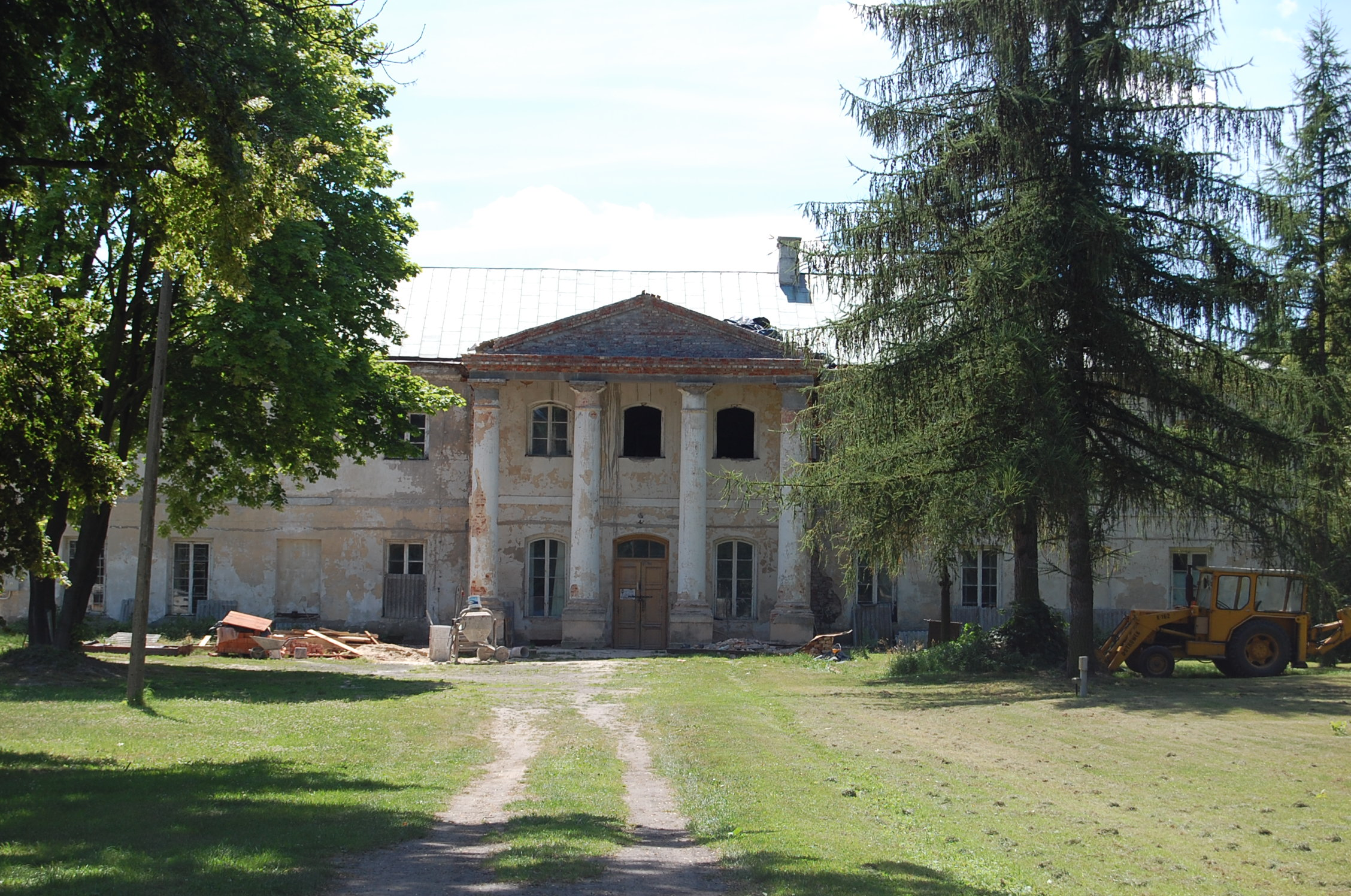
Pałac w Osmolicach

- klasycystyczny pałac wzniesiony w 1831 roku na krawędzi wzgórza opadającego ku stawom. Układ kompozycyjny jest charakterystyczny dla rezydencji romantycznych z XIX wieku.
- park, dobrze utrzymany z ok. 300 drzewami 22 gatunków.